# Subterenochiton gabrieli
Subterenochiton gabrieli är en blötdjursart som först beskrevs av Hull 1912.  Subterenochiton gabrieli ingår i släktet Subterenochiton och familjen Ischnochitonidae. Inga underarter finns listade i Catalogue of Life.